# ŁKS Łódź
ŁKS Łódź er en polsk fodboldklub.
Grundlagt i 1908, har klubben sin base i Łódź (hovedstaden i voivodskabet Łódźsk) og spiller på Stadion Miejski.

## Titler
- Polsk liga (2): 1958 og 1998
- Polsk pokalturnering (1): 1957

## Kendte spillere
Brasilien
- Paulinho

Polen
- Paweł Brożek
- Piotr Brożek
- Paweł Golanski
- Rafał Grzelak
- Tomasz Hajto
- Karol Hanke
- Tomasz Iwan
- Tomasz Kłos
- Marcin Komorowski
- Radosław Matusiak
- Marcin Mięciel
- Marek Saganowski
- Piotr Świerczewski
- Jan Tomaszewski
- Łukasz Trałka
- Mirosław Trzeciak
- Grzegorz Więzik
- Jacek Ziober